# کملوت (مجموعه تلویزیونی فرانسوی)
کَـمِـلوت (فرانسوی: Kaamelott‎) یک سریال تلویزیونی فانتزی تاریخی فرانسوی است که در سال ۲۰۰۵ منتشر شد و پخش آن تا سال ۲۰۱۰ ادامه یافت.
فیلم کملوت بر اساس این مجموعه تلویزیونی ساخته شده‌است.

## بازیگران

### اصلی و مکمل
- اودره فلورو
- الکساندر استیه
- آنتوان دو کون
- پاتریک شنه
- والریا کاوالی

### میهمان
- آلن شابا
- کریستیان کلاویه
- چکی کاریو
- امیلی دوکن
- ایما دو کون
- ایوان لو بولوک
- ویرژینی افیرا
- الی سیمون
- فیلیپ نائون
- فرانسوا مورل
- برنار لو کوک
- والری بنگیگی
- لوران گملون
- جرالدین نقاش
- کریستیان کلاویه
- آنوک گرینبرگ
- آنه بنویت
- مارته ویلالونگا
- چکی کاریو
- پی‌یر موندی
- مانو پایت
- فردریک بل
- کلر نادو